# مسلم بن محمد آل الزجاج
أبو الوليد مسلم بن محمد آل الزجّاج هو عالمٌ مسلمٌ وخطيب جزيرة أوال وأخٌ لأبو البهلول العوام مؤسس إمارة آل الزجاج في جزيرة أوال. اشتهر بخطبته التي اظهرت العصيان للقرامطة والدعاء والولاء للخليفة العباسي ومعلنًا إمارة آل الزجاج التابعة للخلافة العباسية في بغداد، عُيِّنَ مسلم وزيرًا لبلاد آل الزجاج في عهد أخيه.

### فِهرِس المراجع
1. ↑  المديرس (2002)، ص. 73.
2. ↑  المديرس (2002)، ص. 77.

### بَيانات المراجع
الكُتُب مُرتَّبة حَسب تاريخ النَّشر
- عبد الرحمن بن مديرس المديرس (2002). الدولة العُيُونيَّة في البَحْرَيْن: 469-636هـ/1076-1238م. الرياض: دارة الملك عبد العزيز. ISBN:9960-693-81-3. LCCN:2003346798. OCLC:52358413. OL:20126399M. QID:Q118072568.